# Krystyna Druszkiewicz
Krystyna Druszkiewicz z d. Longchamps de Bérier (ur. 28 listopada 1917, zm. 10 lipca 1992) – pedagog, nauczycielka fortepianu, założycielka Eksperymentalnego Studium Muzycznego w Krakowie.

## Życiorys
W czasie okupacji niemieckiej prowadziła w Krakowie kursy tajnego nauczania. Po wojnie, ok. 1946 roku, założyła prywatne Eksperymentalne Studium Gry na Fortepianie przy ulicy Gołębiej 3, które później zmieniło nazwę na Eksperymentalne Studium Muzyczne. Kształcono tam dzieci w Oddziale Przedszkolnym od 4. roku życia metodą beznutową. Studium to rozwinęło się stopniowo do wymiaru Szkoły Muzycznej I stopnia (prywatnej). Istniało ono do 1974. Później jego tradycję kontynuowała Szkoła Muzyczna I stopnia nr 1 im. Stanisława Wiechowicza w Krakowie, w której w sierpniu 1975 powstał Dział Wychowania Przedszkolnego, wywodzący się z Eksperymentalnego Studium Muzycznego.
W latach 1960–1975 Krystyna Druszkiewicz uczyła fortepianu w Państwowej Szkole Muzycznej II stopnia im. Władysława Żeleńskiego w Krakowie.  Prowadziła też cykle koncertowe dla dzieci w Sali Złotej Filharmonii Krakowskiej, gdzie opowiadała o muzyce jako „Ciocia Krysia”.
Autorka wielokrotnie wydawanego Podręcznika początkowego nauczania gry na fortepianie. Metoda beznutowa, przeznaczonego do nauki w oddziałach przedszkolnych szkół muzycznych i w prywatnym nauczaniu.
Została pochowana na cmentarzu Rakowickim w Krakowie.